# San Nazzaro Val Cavargna
San Nazzaro Val Cavargna (lombardul: San Nazzar) település Olaszországban, Lombardia régióban, Como megyében. Lakosainak száma 276 fő (2023. január 1.). San Nazzaro Val Cavargna Cavargna, Garzeno, San Bartolomeo Val Cavargna, Carlazzo, Gravedona ed Uniti, Val Rezzo és Bellinzona községekkel határos.

## Népesség
A település lakossága az elmúlt években az alábbi módon változott:
| Lakosok száma | 303  | 302  | 276  |
|               | 2017 | 2018 | 2023 |